# Demokrati (politická strana)
Demokrati (dříve SPOLU – občianska demokracia a Modrá koalícia) je slovenská liberálně konzervativní politická strana, zaregistrovaná v lednu 2018 politiky Miroslavem Beblavým (dříve #SIEŤ) a Jozefem Mihálem (dříve SaS). Předsedou strany je bývalý ministr obrany Jaroslav Naď.

## Historie

### SPOLU – občianska demokracia
Beblavý a Mihál oznámili vznik nové strany 17. listopadu 2017. Strana se hlásila k hodnotám umírněného středopravého politického spektra a prezentovala se jako proevropská strana s ambicí prosazovat moderní ekonomiku, dostupné zdravotnictví a fungující školství.
Zakladateli a členy přípravného výboru strany byli nezařazení poslanci NR SR, kteří odešli ze stran #SIEŤ, OĽaNO a SaS: Oto Žarnay, Jozef Mihál, Simona Petrík, Viera Dubačová, Miroslav Beblavý, Katarína Macháčková a advokát Pavel Nechala (Transparency International Slovensko).
Za partnera strany považoval Miroslav Beblavý po jejím vzniku hnutí PS s tím, že spolupráci si umí představit i s dalšími parlamentními stranami s výjimkou SMER-SD a ĽSNS. Za problematické považoval i strany Sme rodina podnikatele Borise Kollára a SNS s Andrejem Dankem v čele.
Ustavující sněm strany se konal 14. dubna 2018 v Popradu. Předsedou byl zvolen Miroslav Beblavý, který získal 172 ze 174 hlasů delegátů. Za místopředsedy shodným počtem hlasů (170) Jozef Mihál a Katarína Macháčková. Třetím místopředsedou se stal ochranář známý iniciativou My jsme les Erik Baláž se 161 hlasy. Do předsednictva byli dále zvoleni Vladimír Bilčík, Richard Jánoš, Pavol Nechala, Simona Petrík, Viera Dubačová, Jaroslava Lukačovičová, Martin Pekár a Juraj Petrovčík. Etické komisi předsedal Oto Žarnay.

#### Volby do Evropského parlamentu 2019
V únoru 2019 oznámili, že do evropských voleb v květnu 2019 půjdou v koalici se stranou Progresívne Slovensko. Na společné tiskové konferenci to oznámili představitelé Miroslav Beblavý a Ivan Štefunko. Lídrem do eurovoleb za SPOLU byl Vladimír Bilčík a za PS Michal Šimečka. Podle průzkumu Focusu z ledna 2019 mohly strany v koalici nasbírat 10,4 % hlasů.
Koalice se stala vítězem voleb se ziskem 198 255 (20,11 %) hlasů a čtyř mandátů.

#### Parlamentní volby 2020
Volební koalici si tyto strany zopakovaly i v roce 2020 ve volbách do Národní rady, v kampani se zaměřovaly kromě jiného na rušení průběhu shromáždění ĽSNS a blokování řečnického pultíku při závěrečném jednání Národní rady o třináctém důchodu. V samotných volbách pak koalice získala 6,96 % bez zisku mandátu.

### Modrá koalícia a Demokrati
Po pádě vlády v prosinci 2022 ohlásili pravicoví politici úsilí o spojení před příštími parlamentními volbami. Na začátku roku 2023 vystoupil na tiskové konferenci bývalý premiér Mikuláš Dzurinda společně s předsednictvem strany SPOLU v čele s předsedou strany Miroslavem Kollárem. Oznámili vznik nového projektu s názvem Modrá koalícia. Jejich cílem bylo vytvořit platformu pro sdružování středopravicových politických stran. O několik týdnů později však Dzurinda oznámil, že on a jeho platforma Modrí z plánovaného projektu odcházejí a že se ke vznikajícímu projektu nehodlají připojit. Dzurinda později založil vlastní stranu Modrí – ES.
Pár dní po této události vstoupil do Modré koalície Eduard Heger, dočasně pověřený premiér, spolu s ministry Jánem Budajem (ministerstvo životního prostředí), Karlem Hirmanem (ministerstvo hospodářství), Jaroslavem Naďem (ministerstvo obrany) a Rastislavem Káčerem (ministerstvo zahraničních věcí). Bývalí poslanci OĽaNO kolem ministra a předsedy strany ZMENA ZDOLA Jána Budaje, státní tajemníci Andrej Stančík (ministerstvo zahraničních věcí) a Michal Kiča (ministerstvo životního prostředí) spolu s primátorem Prešova a předsedou strany Šanca Františkem Oľhou a primátorkou Prievidze Katarínou Macháčkovou se připojili k projektu s novým názvem Demokrati.

#### Parlamentní volby 2023
Na začátku června 2023 oznámila strana Demokrati volební spolupráci se stranou Jablko Lucie Ďuriš Nicholsonové. Na kandidátní listině Demokratů získalo Jablko posledních 5 mandátů, Nicholsonová byla na posledním, 150. místě. Nicholsonová 9. srpna oznámila, že pokud Demokrati do 10. září nezískají v průzkumech alespoň 4 procenta, členové Jablka z voleb odstoupí, k čemuž však nedošlo.
V parlamentních volbách v roce 2023 strana získala 2,93 % hlasů. Volební lídryní strany byla Andrea Letanovská.
Strana si na svém sjezdu v Prešově zvolila nového předsedu a předsednictvo. Předsedou se stal Jaroslav Naď. Za místopředsedy delegáti zvolili Eduarda Hegera, Juraje Šeligu, Andreu Letanovskou a Františka Oľhu, který je primátorem Prešova. Strana také potvrdila, že v prezidentských volbách postaví vlastního kandidáta nebo podpoří někoho, kdo bude reprezentovat hodnoty demokratů nebo současné opozice.
V prezidentských volbách v roce 2024 strana podporovala diplomata a bývalého ministra zahraničních věcí Ivana Korčoka.